# Чемпионат Азии по волейболу среди юниоров
Чемпионаты Азии по волейболу среди юниорских команд — соревнования для волейбольных сборных юношей и девушек стран Азии, Австралии и Океании, проводимые под эгидой Азиатской конфедерации волейбола (AVC).
Проходят с 1997 года среди юношей и девушек с периодичностью один раз в два года (с 2008 — по чётным годам). В мужских турнирах участвуют юноши возрастом до 19 лет, в женских турнирах — девушки возрастом до 17 лет. 

## Мужские соревнования
Призёры
| Год  | Место проведения                                                | 1-е место                                                       | 2-е место                                                       | 3-е место                                                       |
| ---- | --------------------------------------------------------------- | --------------------------------------------------------------- | --------------------------------------------------------------- | --------------------------------------------------------------- |
| 1997 | Багио (Филиппины)                                               | Тайвань                                                         | Южная Корея                                                     | Япония                                                          |
| 1999 | Цзяи (Тайвань)                                                  | Южная Корея                                                     | Япония                                                          | Китай                                                           |
| 2001 | Исфахан (Иран)                                                  | Иран                                                            | Южная Корея                                                     | Тайвань                                                         |
| 2003 | Вишакхапатнам (Индия)                                           | Индия                                                           | Иран                                                            | КНДР                                                            |
| 2005 | Тегеран (Иран)                                                  | Иран                                                            | Южная Корея                                                     | Индия                                                           |
| 2007 | Куала-Лумпур (Малайзия)                                         | Иран                                                            | Индия                                                           | Китай                                                           |
| 2008 | Коломбо (Шри-Ланка)                                             | Иран                                                            | Япония                                                          | Индия                                                           |
| 2010 | Тегеран (Иран)                                                  | Иран                                                            | Китай                                                           | Южная Корея                                                     |
| 2012 | Тегеран (Иран)                                                  | Иран                                                            | Китай                                                           | Япония                                                          |
| 2014 | Коломбо (Шри-Ланка)                                             | Иран                                                            | Япония                                                          | Китай                                                           |
| 2017 | Нейпьидо (Мьянма)                                               | Япония                                                          | Южная Корея                                                     | Китай                                                           |
| 2018 | Тебриз (Иран)                                                   | Япония                                                          | Южная Корея                                                     | Иран                                                            |
| 2020 | Из-за пандемии коронавируса COVID-19 соревнования были отменены | Из-за пандемии коронавируса COVID-19 соревнования были отменены | Из-за пандемии коронавируса COVID-19 соревнования были отменены | Из-за пандемии коронавируса COVID-19 соревнования были отменены |
| 2022 | Тегеран (Иран)                                                  | Япония                                                          | Иран                                                            | Индия                                                           |
| 2024 | Манама (Бахрейн)                                                | Китай                                                           | Иран                                                            | Пакистан                                                        |

## Женские соревнования
Призёры
| Год  | Место проведения                                                | 1-е место                                                       | 2-е место                                                       | 3-е место                                                       |
| ---- | --------------------------------------------------------------- | --------------------------------------------------------------- | --------------------------------------------------------------- | --------------------------------------------------------------- |
| 1997 | Яла (Таиланд)                                                   | Япония                                                          | Южная Корея                                                     | Китай                                                           |
| 1999 | Сингапур (Сингапур)                                             | Китай                                                           | Япония                                                          | Тайвань                                                         |
| 2001 | Транг (Таиланд)                                                 | Китай                                                           | Япония                                                          | Южная Корея                                                     |
| 2003 | Сисакет (Таиланд)                                               | Китай                                                           | КНДР                                                            | Таиланд                                                         |
| 2005 | Мандауэ (Филиппины)                                             | Китай                                                           | Южная Корея                                                     | Тайвань                                                         |
| 2007 | Кампхэнгпхет (Таиланд)                                          | Япония                                                          | Южная Корея                                                     | Китай                                                           |
| 2008 | Манила (Филиппины)                                              | Япония                                                          | Китай                                                           | Таиланд                                                         |
| 2010 | Куала-Лумпур (Малайзия)                                         | Япония                                                          | Китай                                                           | Таиланд                                                         |
| 2012 | Чэнду (Китай)                                                   | Япония                                                          | Китай                                                           | Тайвань                                                         |
| 2014 | Накхонратчасима (Таиланд)                                       | Япония                                                          | Таиланд                                                         | Китай                                                           |
| 2017 | Чунцин (Китай)                                                  | Япония                                                          | Китай                                                           | Южная Корея                                                     |
| 2018 | Накхонпатхом (Таиланд)                                          | Япония                                                          | Китай                                                           | Таиланд                                                         |
| 2020 | Из-за пандемии коронавируса COVID-19 соревнования были отменены | Из-за пандемии коронавируса COVID-19 соревнования были отменены | Из-за пандемии коронавируса COVID-19 соревнования были отменены | Из-за пандемии коронавируса COVID-19 соревнования были отменены |
| 2022 | Накхонпатхом (Таиланд)                                          | Япония                                                          | Китай                                                           | Южная Корея                                                     |
| 2024 | Накхонпатхом (Таиланд)                                          | Китай                                                           | Япония                                                          | Тайвань                                                         |